# 탄성반발설

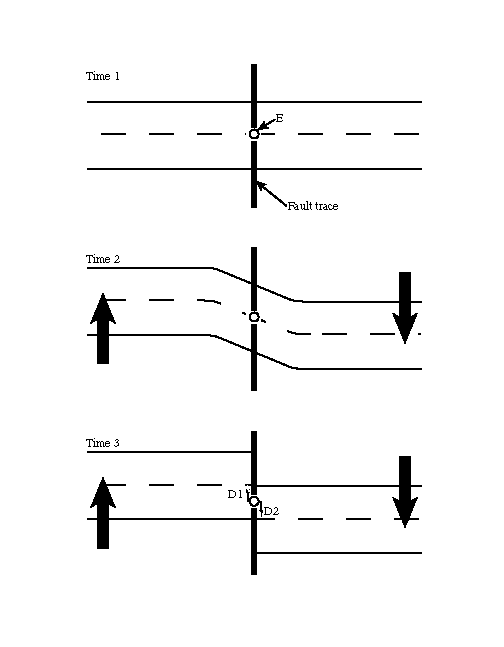
탄성발발설의 모식도. 암반이 가운데처럼 계속해서 응력을 받다가 암반이 그 힘을 이기지 못할 경우 아래쪽처럼 순간적으로 끊어지면서 이 때 지진이 발생한다.

탄성반발설(彈性反撥說, Elastic-rebound theory)은 지질학에서 지진이 일어나면서 그 에너지가 어떻게 방출되는지를 설명하는 가설이다.
지구의 지각이 변형되면서 단층 양 쪽에 있는 암반들은 서서히 전단 응력을 받는다. 응력을 받는 암반은 내부 강성을 넘을 때까지 계속해서 변형된다. 그러다가 어느 순간 변형되던 암반이 단층면을 따라 파괴되어 갈라진다. 갑작스러운 암반의 움직임으로 축적되었던 에너지가 방출되고 그 과정에서 암반이 거의 처음 원래의 형태로 되돌아간다. 이전의 두 암반은 천천히 움직이는 두 판으로 나누어지면서 주변에는 지진파라는 형태로 그 에너지를 전달한다.

## 이론
1906년 샌프란시스코 지진이 발생한 이후 미국의 지구물리학자인 해리 필딩 라이드는 지진 발생 이전 50년간 샌앤드레이어스 단층과 인근 지역의 지표면 변위를 조사했다. 라이드는 50년간 단층이 총 3.2 m가 변형되었다고 분석했다. 라이드는 1906년의 지진이 단층 양쪽 암반에 쌓여 있던 변형 에너지가 탄성 반발로 방출되며 발생했다고 주장했다. 즉 단층은 지진으로 인해 발생하는 것이 아닌, 단층의 운동으로 지진이 발생한다고 처음 주장했다. 이후 GPS를 이용한 측정에서 라이드의 이론이 지질학적 이동의 근간이 된다는 사실이 입증되었다.

## 설명
활동적이지만 맞물려서 움직이지 않는 단층에서는 단층 양 쪽의 암반이 천천히 다른 방향으로 이동하며 단층과 인접한 암반에 탄성 변형 에너지가 축적된다. 오른쪽 그림에서 맨 위와 같이 가운데 검은 수직선으로 그려진 단층에 수직으로 도로를 건설한다고 할 경우, 두 암반이 맞물린 지점 E에서 도로는 단층선과 수직으로 만난다. 그러다가 가운데 그림처럼 전체적인 암반이 단층 이동을 하면 맞물린 단층에 있는 암반은 탄성 변형이 발생한다. 이런 탄성 변형은 1년에 수 cm 비율로 누적된다. 이렇게 누적된 변형이 암석의 강성을 넘을 정도가 되면 지표면에 지진처럼 느껴지는 충격파, 즉 암반이 최대한 원래의 형태로 돌아가러는 파괴 현상이 발생한다. 이런 갑작스러운 단층의 움직임으로 아래 그림처럼 도로가 끊어지고 서로 이동한다. 저장되었던 변형 에너지는 일부는 열에너지로, 일부는 암반의 변화 형태로 방출되며 일부는 지진파로 방출된다.

## 참고 자료
- 이기화 (2016년 10월 30일).  박상준, 편집. 《모든 사람을 위한 지진 이야기》 1판. 서울: 사이언스북스. ISBN 978-89-8371-730-6.
- (일본어) 第二部-2-地球の科学 第1章地震 4.地震とは何か - 山賀進